# Baforchu
Baforchu, aussi appelé Bafochu, Bafuchu, Mbu, est un village du Cameroun situé dans le département du Mezam et la Région du Nord-Ouest. Il fait partie de la commune de Santa.

## Population
Lors du recensement de 1987, la localité comptait 948 habitants. Une extrapolation de 2002 a porté ce chiffre à 1 375 et une estimation locale l'a limité à 1 000.
Lors du recensement national de 2005, on y a dénombré 884 habitants.

## Langues
On y parle le pidgin camerounais, l'anglais et le ngamambo, une langue des Grassfields du groupe Momo, en danger.
Mbu (Bafochu) est également considéré comme l'un des villages où l'on parle une autre langue des Grassfields, le moghamo, mais des études suggèrent que le ngamambo pourrait être un dialecte du moghamo.